# تیم ملی فوتبال زیر ۲۱ سال اسلواکی
تیم ملی فوتبال زیر ۲۱ سال اسلواکی (انگلیسی: Slovakia national under-21 football team) یا تیم ملی فوتبال جوانان اسلواکی، نماینده کشور اسلواکی در مسابقات فوتبال جوانان اروپا و جهان است که زیر نظر اتحادیه فوتبال اسلواکی فعالیت می‌کند.